# Vladimir Semitjastnyj
Vladimir Jefimovitj Semitjastnyj (ryska: Владимир Ефимович Семичастный), född 15 januari 1924, död 12 januari 2001, var chef för KGB mellan 1961 och 1967. 